# Vendetta (1919)
Vendetta ist ein deutsches Stummfilmdrama aus dem Jahre 1919 von Georg Jacoby und ist mit Pola Negri, Emil Jannings und Harry Liedtke in den Hauptrollen hochrangig besetzt.

## Handlung
Als der Korse Antonio Paoli bei einem fairen Duell unter Ehrenmännern ums Leben kommt, schwört seine Schwester Mariana die dortzulande nicht unübliche Vendetta, also Blutrache. Die Tat soll der Graf Musso Dannella begehen, der sie liebt und dem sie nach getaner Arbeit die Ehe verspricht. Beide reisen nach Gibraltar, wo Mariana den zu diesem Zeitpunkt erkrankten, englischen Marineleutnant Edwin Alcott kennenlernt. Rasch verliebt sie sich in den gutaussehenden, jungen Mann. Mariana reist nach Hause zurück, ohne den Namen des Briten zu kennen. Die heißblütige Korsin weiß auch nicht, dass es sich bei Edwin um denjenigen Mann handelt, der im Zweikampf mit ihrem Bruder obsiegte.
Bald scheint der Tod Antonios vergessen, und Mariana heirat Alcott. Graf Musso, der herausbekommen hat, dass Edwin für den Tod Antonios verantwortlich zeichnet, ist außer sich und möchte sich an beiden rächen: an Edwin, dass er ihm „seine“ Mariana weggeschnappt hat, und an der Frau, die sich seiner so schnöde entledigt hat. An beider Hochzeitstag versucht Dannella mit Hilfe seines Dieners Tomasso Mariana die Blutrache durchzuführen. Jeden Augenblick kann Edwin das Brautgemach betreten, und der Diener steht schon bereit, den Engländer zu ermorden. Da fällt Mariana ihm in den Arm und versucht, Tomasso niederzuringen, um die Vendetta zu verhindern. Der Schlafzimmervorhang bewegt sich, und der Diener stürzt auf diesen und sticht zu, ohne zu wissen, wer sich dahinter befindet. In diesem Moment tötet der kräftige Lakai seinen eigenen Herrn, Graf Musso. Wenig später tritt Edwin Alcott in den Raum. Sein Leben und die Liebe zwischen ihm und Mariana sind gerettet.

## Produktionsnotizen
Vendetta entstand im Frühling 1919 im Ufa-Union-Atelier in Berlin-Tempelhof und passierte die Filmzensur im Mai 1919. Der fünfaktige Film war im Original 1692 Meter (in der Neuzensur 1921 lediglich 1553 Meter) lang und wurde am 22. August 1919 am U.T Kurfürstendamm uraufgeführt. Ein Jugendverbot wurde ausgesprochen. Die österreichische Premiere war am 31. Oktober 1919. Die dort gezeigte Fassung war mit etwa 1800 Metern länger als die deutsche Originalversion.

## Kritik
In Paimann’s Filmlisten ist zu lesen: „Spiel, Photos und Szenerie ausgezeichnet (ein Schlager I. Ranges).“